# 下文
下文（くだしぶみ）とは、上意下達を目的として平安時代中期以後に上位の機関（官司とは限らない）から下位の機関もしくは個人にあてて出された命令文書のこと。

## 概要
元来、上意下達の文書としては、公式様文書では符及び牒が用いられていたが、発給までに請印など複雑な手続を要したために時間がかかった。そこで上卿の意を受けた文書発給担当者が直接文書による上意下達を行うことで上卿の意向を代理することが行われるようになった。
その先駆けとなったのは、太政官からの命を受けて弁官局が発給した官宣旨で、上卿の意を受けた弁官が直接命令文書を下したことから「弁官下文」とも呼ばれた。
11世紀以後、蔵人所や院庁などの令外官司や公卿の政所をはじめとする権門の家政機関などにおいて同様の形式の上意下達文書が作成されるようになりこれらをまとめて下文と呼ぶようになった。鎌倉幕府の将軍も公卿として政所を設置することが出来たため、「右大将家政所下文」（右大将＝源頼朝）・「将軍家政所下文」の形式で命令が作成される場合があった。
下文は真書体の漢文、書下年号による年月日記載など公式様文書の体裁を取っているが、押印が省かれ位署も簡略化され、細かい書式の差異が除かれるなど簡便であったこと、命令の対象者または命令による利益享受の主体となる"当事者"が直接文書の正文を交付されることによって後日公験として用いることが出来たこと（公式様文書では管轄する官司において正文が保管され、当事者の手に渡ることはない）、荘園公領制の成立や律令制の弛緩に伴って既存の公文書発給機能が衰退したこともあり、平安時代中期から中世前期にかけては機関・階層を問わず広く用いられたため、下文及びこれに派生する書式の文書を下文様文書と呼ぶ古文書学者もいる。
下文は差出機関名が書かれた行と相手先の名称が書かれた行の間に「下」という文字が入り人目で命令文書であることを示している（ただし、正式な家政機関を持たない四位以下の貴族や武家を直接発給者にして用いる下文の場合、差出機関名は省かれて「下」から始まる書式が取られる）。
次に概要を示す事書、更に具体的な内容を示す事実書が続き、最後に発給年月日と発給者の位署が加えられる。差出機関名の入った下文の場合発給に関与した職員（院庁であれば別当・判官代・主典代などの院司、政所であれば別当以下の家司）が署名し、別当などの上位者は文書の上段に下位者である主典代・案主・書吏などは文書の下段に署名することになっていた。
また、差出機関のない下文は命令者＝発給者となり自らが署判を行ったが、署名がなく文書の袖に花押を加えた「袖判下文」、署名が文書奥上に置かれた「奥上署判」、奥下に置かれた「奥下署判」、発給年月日の行の真下に署名する「日下署判」に分けられる。
袖判下文は四位もしくはそれ以上の者が事情により下文を直接出す場合に用いられ、以下発給者の身分が下がり、奥下署判や日下署判は六位以下の官人の下文とされている。
鎌倉時代に入ると、将来の権利移転＝当事者の変更を見越して相手先の名称を省いた下文も登場するようになる。
下文は鎌倉時代後期に奉書・書下が登場すると衰退し、室町時代には書札様文書によって取って代わられることとなる。